# بييترو أريتينو
بييترو أريتينو (بالإيطالية: Pietro Aretino) (ولد 1492 - توفي 1556) هو شاعر وكاتب إيطالي من أبرز أدباء عصر النهضة، وقد ذاع صيته واشتهر بهجائه اللاذع لأصحاب السُلطة في زمانه. كتب ست مسرحيات منها خمس كوميدية. أشهر مسرحياته كانت بعنوان «الحياة في البلاط» La cortigiana عام 1534. كما كتب عدداً من الرسائل ضمنها في ستة مجلدات وذلك بين الأعوام 1537 و1557.
قيل بأنه توفي اختناقاً من شدة الضحك.

## أعماله

### أعماله الشعرية
- Sonetti lussuriosi
- Dubbi amorosi
- Lettere
- Ragionamenti
- Orlandino

### أعماله الكوميدية
- Fraza
- La cortigiana
- Il marescalco
- La talanta
- Lo ipocrito
- Il filosofo

### أعماله التراجيدية
- Orazia

## روابط خارجية
- بييترو أريتينو على موقع IMDb (الإنجليزية)
- بييترو أريتينو على موقع الموسوعة البريطانية (الإنجليزية)
- بييترو أريتينو على موقع ميوزك برينز (الإنجليزية)
- بييترو أريتينو على موقع إن إن دي بي (الإنجليزية)